# Жоголь, Людмила Евгеньевна
Людмила Евгеньевна Жо́голь (укр. Людмила Євгенівна Жоголь; 23 мая 1930, Киев — 15 апреля 2015, Киев) — советская и украинская художница гобеленов. Кандидат искусствоведения (1965). Член НСХУ (1960). Преподавательница в Институте декоративно-прикладного искусства и дизайна им. Бойчука. Народный художник Украины (1994). Действительный член Украинской академии архитектуры (2000).

## Биография
Родилась 23 мая 1930 года в городе Киев на Куреневке (Мальский переулок). В 1954 году окончила Львовский институт прикладного и декоративного искусства. Заведовала кафедрой текстиля в институте декоративно-прикладного искусства и дизайна имени М. Бойчука.
Сын — архитектор.

## Избранные гобелены
- «Как не любить такую землю» (с Чернобыльской серии)
- «Горький цвет полыни» (с Чернобыльской серии)
- «И будет жизнь» (с Чернобыльской серии)
- «Моя цветок — чертополох»
- «Последний раз, взлетая вверх, мои крылья повредил то Чернобыль»
- «Посвящение Билокур»
- «Вечный огонь»

## Публикации
Людмила Жоголь является автором ряда книг:
- «Тканини в інтер’єрі» (1968);
- «Декоративне мистецтво в інтер’єрі житла» (1973);
- «Декоративно-прикладне мистецтво Української РСР» (в соавторстве, 1986).

## Художественное оформление
- Гостиница «Лыбедь» в Киеве — пл. Победы, 1 (1973; в соавторстве с художниками Л. И. Залогиной, А. Ф. Гайдамака, Н. И. Малышко)[1]
- Гостиница «Русь» в Киеве — улица Госпитальная, 4 (1976—1979).

## Награды
- ордена княгини Ольги III (2000)[2] и II (2012)[3] степеней.
- Народный художник Украины (1994)[4].
- Признана «Женщиной III тысячелетия».